# Alaimus multipapillatus
Alaimus multipapillatus is een rondwormensoort uit de familie van de Alaimidae.